# Пограничное (озеро)
Пограничное (фин. Hirslampi) — озеро на территории Светогорского городского поселения Выборгского района Ленинградской области.

## Общие сведения
Площадь озера — 0,5 км², площадь водосборного бассейна — 9,3 км². Располагается на высоте 59,9 метров над уровнем моря.
Форма озера продолговатая: вытянуто с северо-запада на юго-восток. Берега каменисто-песчаные, преимущественно возвышенные, местами скалистые.
Из озера вытекает безымянный водоток, который втекает в реку Новосёловку, впадающую в озеро Свободное, из которого воды, протекая озёра Бородинское и Михалёвское, попадают в реку Козловку, впадающую в озеро Любимовское. Из Любимовского воды по реке Дымовке попадают в Вуоксу.
С северо-запада озеро огибает просёлочная дорога.
Озеро расположено в одном километре от Российско-финляндской границы.
Название озера переводится с финского языка как «ламбина-бревно».
Код объекта в государственном водном реестре — 01040300211102000012370.